# Karl Hermann Frank

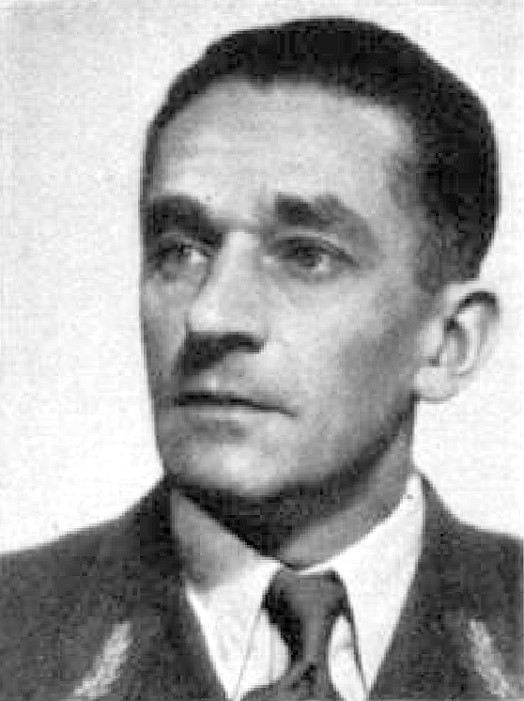
Karl Hermann Frank (ca. 1939)

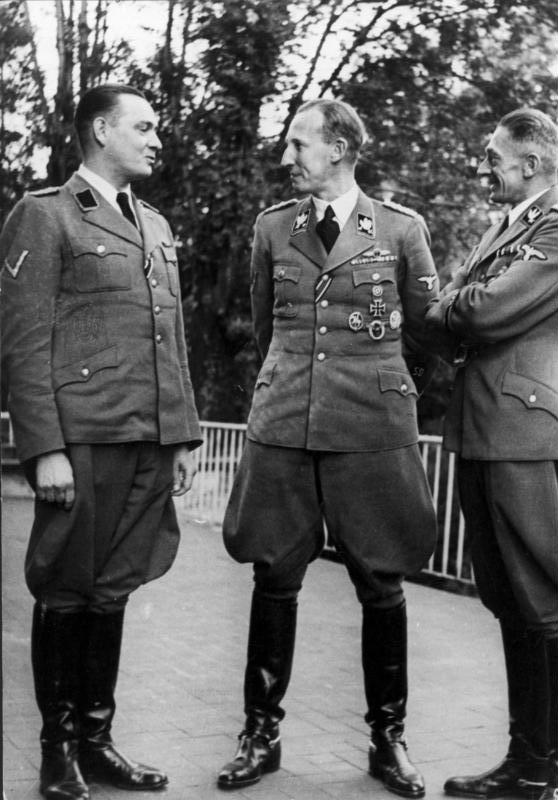
Horst Böhme (links), Reinhard Heydrich (Mitte) und Karl Hermann Frank (rechts) in Prag, Ende September 1941

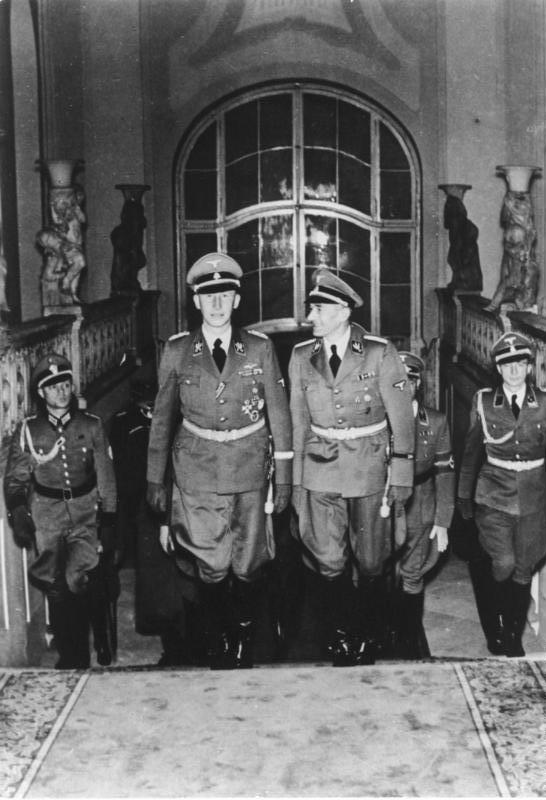
Karl Hermann Frank (rechts) mit Heydrich (links) in der Prager Burg (1941)

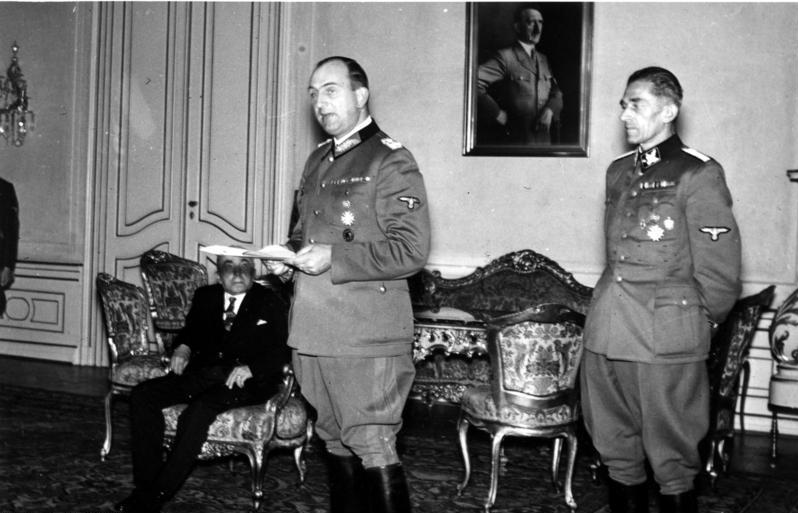
Von rechts: Frank, Kurt Daluege und Emil Hácha, Staatspräsident des Protektorats

Karl Hermann Frank (* 24. Januar 1898 in Karlsbad, Böhmen, Österreich-Ungarn; † 22. Mai 1946 in Prag, Tschechoslowakei) war ein deutscher SS-Führer, nationalsozialistischer Parteifunktionär und Politiker. 1939 wurde Frank Staatssekretär beim so genannten Reichsprotektor in Böhmen und Mähren, damit war er de facto Stellvertreter des NS-Reichsprotektors in der besetzten Tschechoslowakei. 
Nach dem Attentat auf Reinhard Heydrich war er 1942 als Höherer SS- und Polizeiführer verantwortlich für die Massenmorde an Tschechen. Er war ab 1943 deutscher Staatsminister im Protektorat Böhmen und Mähren im Range eines Reichsministers. Am 1. Juli 1944 wurde er zum SS-Obergruppenführer und General der Polizei ernannt. Unter seiner Verantwortung fanden die Sonderaktion Prag, das Massaker von Lidice und das Massaker von Ležáky statt. Frank wurde 1946 in Prag vor Gericht gestellt, zum Tode verurteilt und hingerichtet.

## Leben
Er war der Sohn des Volksschullehrers Heinrich Frank und dessen Ehefrau Paulina Anna geb. Eberhart. Der spätere Schriftsteller Ernst Frank (1900–1982) war sein jüngerer Bruder.
Nach dem Abschluss einer Buchhandelslehre war Frank zunächst in völkischen und dann nationalsozialistischen Gruppen aktiv. Er betätigte sich ab 1918 im Nationalitätenkampf in der Tschechoslowakei und war Begründer mehrerer DNSAP-Ortsgruppen. Der Partei gehörte er von 1919 bis 1923 an. 1919 und 1920 war Frank Zeitfreiwilliger beim schlesischen Grenzschutz. Bis Mitte der 1920er Jahre war Frank als Beamter zunächst bei den Eisenwerken in Witkowitz und dann bei der Kohlengewerkschaft Dux-Bodenbacher Eisenbahn tätig. 1924 und 1925 war er Verlagsgehilfe beim Verlag Erich Matthes in Leipzig und danach bis 1933 als selbstständiger Buchhändler in Elbogen bei Karlsbad tätig.
Frank betätigte sich als Verbandsfunktionär, unter anderem bis 1936 als Amtswalter des Deutschen Turnverbandes. Frank war ab Oktober 1933 stellvertretender Vorsitzender der „Sudetendeutschen Heimatfront“. 
Nach dem überragenden Wahlerfolg der nun Sudetendeutsche Partei (SdP) heißenden Organisation bei der Parlamentswahl am 19. Mai 1935 wurde er Abgeordneter im Prager Parlament und Fraktionsführer. Ab 1936 war er Konrad Henleins Stellvertreter, Leiter der Zentralkanzlei und des Propagandaamts der SdP. Während der Sudetenkrise war Frank vom 17. September 1938 bis 10. Oktober 1938 stellvertretender Kommandeur des Sudetendeutschen Freikorps. Als Vertreter der Sudetendeutschen war er im Herbst 1938 mit den Vorverhandlungen beauftragt, die das Münchner Abkommen vorbereiteten.
Im Oktober 1938 besetzte die deutsche Wehrmacht das Sudetenland. Frank wurde zunächst stellvertretender Gauleiter des Sudetengaus und bekleidete dieses Amt bis März 1939. Nach dem Beitritt zur SS war er ab Anfang November 1938 SS-Brigadeführer (SS-Nummer 310.466). 
Nach der Sudetendeutschen Ergänzungswahl vom 4. Dezember 1938 zu dem im April 1938 gewählten Reichstag wurde Frank Abgeordneter des nationalsozialistischen Reichstags, dem er bis zum Ende der NS-Herrschaft im Frühjahr 1945 angehörte. Er beantragte am 16. Dezember 1938 die Aufnahme in die NSDAP und wurde rückwirkend zum 1. November desselben Jahres aufgenommen (Mitgliedsnummer 6.600.002).
Nach der Okkupation der sogenannten „Rest-Tschechei“ wurde er am 19. März 1939 zum Staatssekretär unter dem Reichsprotektor für Böhmen und Mähren Konstantin von Neurath ernannt. Er wurde Ende April 1939 auch zum Höheren SS- und Polizeiführer von Böhmen und Mähren ernannt und im November 1939 zum SS-Gruppenführer befördert.
In seiner „Denkschrift über die Behandlung des Tschechen-Problems und die zukünftige Gestaltung des böhmisch-mährischen Raumes“ vom 28. August 1940 skizzierte Frank die Grundzüge der NS-Besatzungs- und Protektoratspolitik. In dieser Denkschrift ist von dem Grundsatz „Zuckerbrot und Peitsche“ ebenso die Rede wie von der „Absicht, die tschechische Bevölkerung zu entpolitisieren“. In dieser Denkschrift wurde dem tschechischen Verwaltungsapparat unter Kontrolle und Leitung relativ weniger deutscher Beamter die eigentliche Verwaltungsarbeit überlassen.
Frank wurde am 21. Juni 1943 zum SS-Obergruppenführer und am 1. Juli 1944 zum General der Waffen-SS und Polizei befördert. Am 20. August 1943 wurde er zum deutschen Staatsminister für Böhmen und Mähren, „im Range einem Reichsminister gleichgestellt“, ernannt.
Des Weiteren war Frank ehrenamtliches Mitglied des Volksgerichtshofs und Mitglied des Aufsichtsrates der Witkowitzer Eisenwerke, für die er zwischen 1918 und 1921 als „Beamter“ gearbeitet hatte.
Der Verwaltungsexperte und Unterstaatssekretär Curt Ludwig Ehrenreich von Burgsdorff war Stellvertreter Franks.
Dass Frank – und damit Himmler –, obwohl nominell dem Reichsprotektor Wilhelm Frick unterstellt, im Protektorat Böhmen und Mähren die tatsächliche Macht ausübte, belegt ein Schreiben von Frank an Himmler vom September 1943:
„Reichsführer! Ich melde, dass mich der Führer am 20.8.d.Js. zum Deutschen Staatsminister für Böhmen und Mähren ernannt hat. Gleichzeitig hat der Führer eine Anordnung über das Protektorat Böhmen und Mähren erlassen, laut der dem Reichsprotektor in Böhmen und Mähren die Vertretung des Reichsoberhauptes obliegt, während die Wahrung der Reichsinteressen umfassenden Regierungsgeschäfte Sache des Staatsministers sind. Auch in meinem neuen Amt werde ich mich bemühen, in treuer Gefolgschaft als SS-Mann meine Pflicht und Schuldigkeit zu tun.“ (Schreiben von SS-Obergruppenführer Frank an den Reichsführer SS Heinrich Himmler vom 1. September 1943. SSO-Akte Karl Hermann Frank).
In diesem Zusammenhang schrieb der Reichsminister und Chef der Reichskanzlei Hans Heinrich Lammers an Frank im September 1943:
„Sehr verehrter Herr Staatsminister! Unter Bezugnahme auf unsere Besprechung in Berlin am 26. August d.Js. teile ich Ihnen mit, dass der Führer, falls der Reichsführer SS dies wünscht, durchaus damit einverstanden ist, dass sie auch nach Ihrer Ernennung zum Staatsminister für Böhmen und Mähren Höherer SS- und Polizeiführer im Protektorat bleiben. Ich habe demgemäß mit dem Herrn Reichsführer SS Fühlung genommen. Er erklärte mir, er lege großen Wert darauf, dass Sie weiterhin in Ihrer Stellung als Höherer SS- und Polizeiführer im Protektorat verblieben, weil er die Vereinigung dieses Amtes mit demjenigen des Staatsministers für Böhmen und Mähren in einer Person für sehr zweckmäßig erachtet.“ (Schreiben vom Reichsminister und Chef der Reichskanzlei Lammers an Karl Hermann Frank betr. Höherer SS- und Polizeiführer im Protektorat vom 9. September 1943. SSO-Akte Karl Hermann Frank).
1944 stiftete Frank die Auszeichnung Ehrenschild des Protektorats Böhmen und Mähren.
Frank war zweimal verheiratet. Am 21. Januar 1925 heiratete er Anna Müller (geb. am 5. Januar 1899 in Karlsbad). Das Paar hatte zwei Söhne: Harald, geb. am 20. Januar 1926, und Gerhard, geb. am 22. April 1931. Sie ließen sich am 17. Februar 1940 scheiden und Müller heiratete noch im gleichen Jahr SA-Brigadeführer Fritz Köllner, Franks Nachfolger als Abgeordneter und stellvertretender Gauleiter von Sudetenland. Am 14. April 1940 heiratete Frank die Ärztin Karola Blaschek (geb. am 13. August 1913 in Brüx). Das Paar hatte drei Kinder zusammen, zwei Töchter Edda, (geb. am 16. August 1941) und Holle-Sigrid (geb. am 8. März 1944), und einen Sohn Wolf-Dietrich (geb. am 20. August 1942). Karola Frank verbrachte nach Ende des Zweiten Weltkriegs elf Jahre in sowjetischer Gefangenschaft; ihre Kinder wuchsen bei Pflegeeltern auf. Ihr Bruder Hans (Johann) Blaschek (1907–1989) war ein hochrangiger Funktionär sowie SS- und SD-Mitarbeiter im Protektorat; zudem war er bis zum Schluss der Privatsekretär von Karl Hermann Frank.
Am 8. Mai 1945 konnte sich Karl Hermann Frank während des Prager Aufstands aus der umkämpften tschechischen Hauptstadt absetzen und geriet bei Pilsen in amerikanische Gefangenschaft. Als einer der Hauptverantwortlichen für die NS-Besatzungspolitik im Protektorat Böhmen und Mähren wurde Frank von den USA aber an die Tschechoslowakei ausgeliefert, dort wegen Hochverrats zum Tode verurteilt und am 22. Mai 1946 in Prag im Gefängnis Pankrác durch den Strang am Würgegalgen öffentlich hingerichtet.
Im Februar 1946 bargen US-Soldaten in einer Geheimaktion das Dienstarchiv von Karl Hermann Frank aus einem Stollen bei Štěchovice.

## Auszeichnungen
- Goldenes Parteiabzeichen der NSDAP
- Dienstauszeichnung der NSDAP in Silber und Gold
- Kriegsverdienstkreuz (1939) mit Schwertern II. und I. Klasse
- Ehrendegen des Reichsführers SS
- Totenkopfring der SS

## Werke
- Karl Hermann Frank: Der Endkampf 1918 bis 1938. In: Das Böhmen und Mähren-Buch, Volkskampf und Reichsraum. Volk und Reich, Prag / Amsterdam / Berlin / Wien 1943, S. 210–214.
- Karl Hermann Frank: Mein Leben für Böhmen. Als Staatsminister im Protektorat. Hg. v. Ernst Frank. Arndt-Verlag, Kiel 1994. (apologetisch)